# Зубов, Николай Николаевич (капитан-лейтенант)
Николай Николаевич Зубов (? — 1881) — капитан-лейтенант, герой русско-турецкой войны 1877—1878 годов и Ахал-Текинского похода.

## Биография
Образование получил в Морском кадетском корпусе, из которого выпущен в 1855 году гардемарином в Балтийский флот. В 1859 году произведён в мичманы и 8 июля 1863 года получил чин лейтенанта.
Проплавав несколько лет по Балтийскому морю, переведён на клипер «Всадник», который в 1866 году получил назначение на Дальний Восток. Но плавание не состоялось, так как в Бресте командир клипера получил приказ срочно вернуться в Кронштадт. Плавание на Дальний Восток, вновь на клипере «Всадник», для Зубова прошло в 1868—1871 годах, но это трёхлетнее плавание ему не удалось: он был разжалован в рядовые и переведён в Аральскую флотилию.
Открывшаяся кампания против Хивинского ханства дала Зубову возможность не только возвратить всё потерянное, но и украсить грудь свою Знаком отличия военного ордена 4-й степени, полученным в звании унтер-офицера. Во время военных действий против хивинцев Зубов заведовал понтонным парком (так называемыми лодками-«кауфманками») и особо отличился при переправе через Амударью у Шейх-Арыка под артиллерийским обстрелом противника. 30 августа (11 сентября) 1873 года «в вознаграждение его боевой службы во время Хивинского похода» возвращен чин лейтенанта и орден Св. Станислава III степени.
По окончании Хивинской экспедиции, капитан-лейтенант Зубов участвовал в научных исследованиях Амударьи. В 1875 году он был награждён орденом св. Владимира 4-й степени.
С началом в 1877 году военных действий против Турции Зубов был назначен в Дунайскую флотилию и в ночь с 15 на 16 июня смело провёл через Дунай к Зимнице второй отряд, состоящий из 50 понтонов и 34 плотов, причём сам шёл на головном понтоне. 19 сентября 1877 года он был награждён золотой саблей с надписью «За храбрость», в 1879 году получил орден св. Станислава 2-й степени с мечами, а 27 марта 1880 года удостоен ордена св. Георгия 4-й степени:
Заведывая командою 4-го Флотского экипажа в г. Слатине, изготовлял понтоны и мостовые принадлежности к сплаву и в ночь с 15 на 16 Июня 1877 года спустился с ними по р.р. Ольте и Дунаю, проводя свой эшелон мимо крепости Никополя, под сильным огнём неприятеля.
С 22 июля 1878 года Зубов был зачислен в 3-й флотский экипаж и состоял старшим офицером клипера «Наездник».
В 1880 году он был переведён в Каспийскую флотилию и принял участие в Ахал-Текинском походе. Был комендантом крепости Кызыл-Арват. При обложении крепости Геок-Тепе Зубов сначала состоял при Скобелеве в качестве морского офицера, а затем занял пост начальника Правофланговой Калы (укрепления) и был ранен в мякоть ноги при обстреле в промежуток между 24 и 28 декабря. Несмотря на кажущуюся лёгкость раны у Зубова развилась гангрена и он скончался в январе 1881 года.